# Иттихад
Иттихад (азерб. Ittihad — рус. Единение, Союз) — азербайджанская партия панисламистской ориентации начала XX века (1917—1920) созданная по аналогии с турецкой партией Единение и прогресс.

## Создание
Партия «Иттихад» (первоначальное название «Русияда Мусульманлыг Иттихад» — «Союз Российского Мусульманства») сформировалась в сентябре 1917 г. объединением союза «Мусульманство в России» (Баку) и организации «Иттихад ислам» (Единение ислама). В конце ноября 1917 г. приняла название «Иттихад». Новосозданная организация, которую возглавил Кара Карабеков, придерживалась панисламизма и рассматривала шариат как основной принцип политических действий. Она отвергала борьбу за независимость Азербайджана и тюркизм в пользу концепции создания национальной республики в составе демократической и децентрализованной России.

## История
«Иттихад» в основном проводила агитацию среди азербайджанского крестьянства, что дало партии 8 % голосов мусульман на выборах во Всероссийское учредительное собрание в ноябре 1917 года.
Занимая первоначально консервативные позиции, к концу 1919 года «Иттихад», однако, солидаризировалась с крайне левым движением и пошла на союз с большевиками в начале 1920 года. Лидеры партии объявили, что будут поддерживать коммунистические идеи в той мере, в какой они не будут противоречить мусульманским верованиям. В основном их привлекало неприятие большевиками отделения Азербайджана от России. Именно это сделало «Иттихад» естественным политическим оппонентом партии «Мусават», и антагонизм между этими двумя партиями был одной из основных черт внутренней политики Азербайджана в период независимости.
В парламенте АДР «Иттихад» была представлена отдельной фракцией, издавала газету с тем же названием. Представители партии занимали ответственные посты в правительстве АДР.

## Роспуск
После падения Азербайджанской Демократической Республики в апреле 1920 года «Иттихад» самораспустился, призвав своих членов вступать в РКП(б). Однако впоследствии многие бывшие иттихадисты приняли участие в антисоветских восстаниях 1920 года.
В ночь на 31 октября 1920 года Особый Отдел XI Красной Армии арестовал в Баку 86 членов «Иттихада», включая лидера партии Карабека Карабекова. Всего в число заговорщиков входило 108 человек, часть которых избежала ареста. Карабеков был отправлен в Соловецкий концлагерь. Однако подполье «Иттихада», которое возглавил бывший турецкий офицер Халил Шакир-заде, продолжало действовать.
В специальном отчете, изданном АзЧеКа в мае 1922 г. для делегатов II Всеазербайджанского съезда советов, говорится о том, что к весне 1921 г. «Иттихаду» удалось создать свои организации в Гянджинском, Таузском, Агдашском, Геокчайском и Шемахинском уездах, разместив свой Центральный Комитет в г. Гянджа. Партия имела организацию и в Баку, с Бакинским Комитетом во главе и ячейками по городским кварталам, селениям и учреждениям. Особое внимание уделялось созданию ячеек «Иттихада» в азербайджанских воинских частях, где еще продолжали служить бывшие военнослужащие АДР.
Летом 1921 г. иттихадисты стали активно готовиться к восстанию, в котором немалая роль отводилась тюркам-военнослужащим Красной Армии. Но 2 июля 1921 г. прошли аресты в Баку, а 3 июля – в провинции. Были арестованы Х. Шакир-заде и почти все лидеры. Всего АзЧеКа арестовала 229 иттихадистов, из которых наиболее активные были преданы суду Азревтрибунала, а рабочих и крестьян амнистировали.